# Kongola
Kongola ist ein Dorf und der Verwaltungssitz des gleichnamigen Wahlkreises in der Region Caprivi im Nordosten von Namibia, unweit von Angola und Sambia im Norden und Botswana im Süden.

## Geographische Lage
Kongola liegt auf einer hochwassersicheren Uferterrasse östlich des Flusses Cuando (auch Kwando), der hier den Caprivizipfel von Nord nach Süd durchquert. Westlich des Flusses grenzt Kongola an den Caprivi-Nationalpark, der Mudumu-Nationalpark liegt rund 40 km südlich und zur Regionalhauptstadt Katima Mulilo sind es 118 km nach Osten.

## Verkehr und Infrastruktur
Kongola ist eine wichtige Station auf der Nationalstraße B8, dem Trans-Caprivi-Highway, der hier mit der Kongolabrücke den Cuando überquert, der einzigen Brücke über den Fluss auf Hunderten von Kilometern. Es gibt eine Tankstelle und eine Reihe von Übernachtungsmöglichkeiten. Der Ort ist über die M125, die hier nach Süden von der B8 abzweigt, Ausgangspunkt für Fahrten in den Mudumu-Nationalpark. Westlich des Cuando besitzt Kongola einen Flugplatz.